# Norman Granz

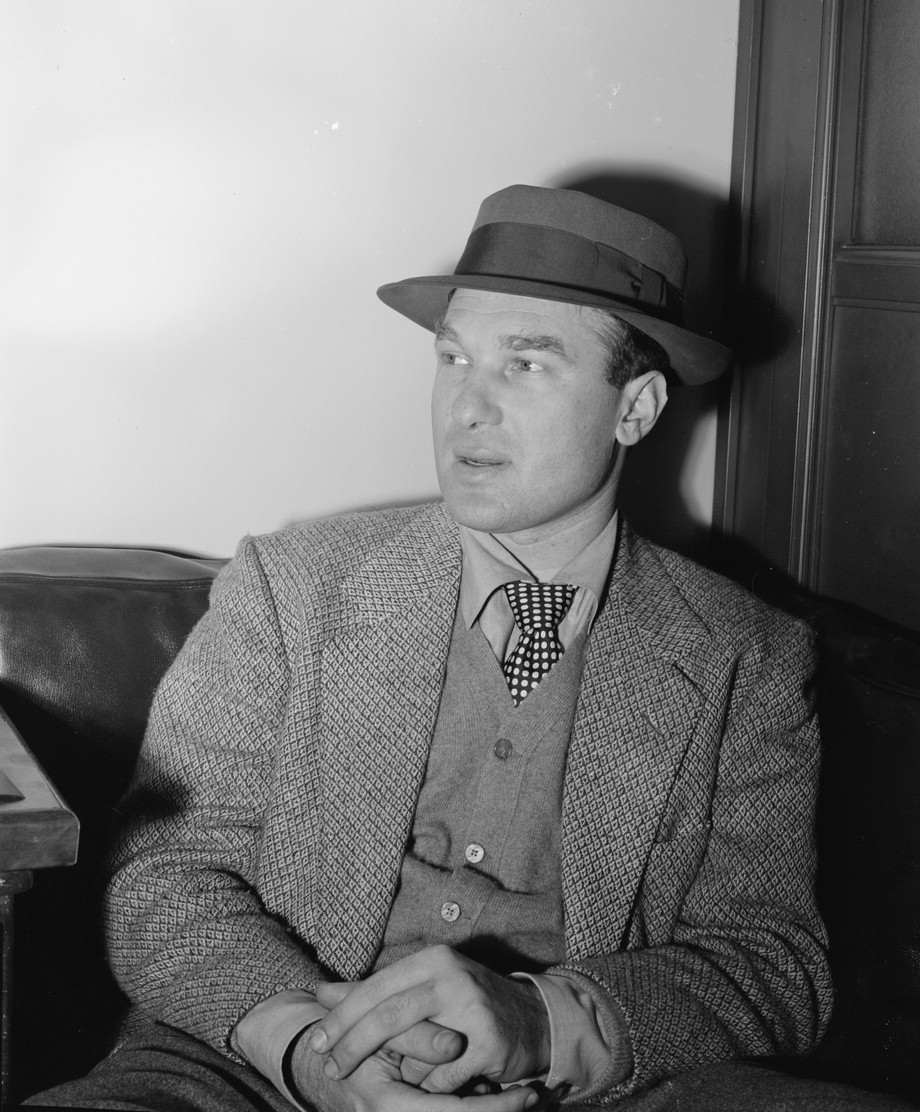
Norman Granz, ca. November 1947.
Fotografie von William P. Gottlieb

Norman Granz (* 6. August 1918 in Los Angeles; † 22. November 2001 in Genf) war ein US-amerikanischer Jazz-Impresario und -produzent.

## Leben und Wirken
Nach dem Besuch der Universität von Kalifornien arbeitete Granz zunächst als Film-Redakteur in den Metro-Goldwyn-Mayer-Studios und überwachte 1944 die Produktion des Kurzfilms Jammin’ the Blues von Gjon Mili, mit dem er 1950 auch den Musikfilm Improvisation drehte. Am 2. Juli 1944 veranstaltete er im Philharmonic Auditorium von Los Angeles ein erstes Konzert mit Jazzmusikern, welche zunächst in kleinen Gruppen auftraten und sich am Ende zu einer Jamsession auf der Bühne zusammenfanden. Daraus entwickelte Granz eine ganze Reihe von Jazz-at-the-Philharmonic-Konzerten. Nach Anfangserfolgen in Los Angeles weitete er die Konzerte 1946 zu Tourneen aus, die zunächst USA und schließlich bis zum Ende der 1960er weltweit veranstaltet wurden.
1944/45 und zwischen 1948 und 1951 arbeitete er als Schallplattenproduzent für verschiedene Label. Bedeutsam wurde seine Schallplattenserie The Jazz Scene wegen ihres experimentellen Charakters sowie der bislang nicht üblichen Mitschnitte von Jazzkonzerten auf Tonträgern. 1946 gründete er eine erste unabhängige Schallplattenfirma (Clef Records) für den klassischen Jazz, dann 1953 das Label Norgran für den Modern Jazz; hier erschienen Aufnahmen von Lester Young und Dizzy Gillespie, aber auch von Slim Gaillard (Groove Juice: The Norman Granz Recordings + More). Außerdem gründete er das Label Down Home für Traditional Jazz von Kid Ory und Red Allen.
Bereits seit 1951 kaufte er die Rechte an seinen Produktionen (wie die von Charlie Parker, Clifford Brown oder Sarah Vaughan bei Mercury Records) zurück und fasste sie 1956 unter dem Label Verve Records zusammen, wo er zunächst vor allem mit Ella Fitzgerald wichtige Aufnahmen produzierte, darunter sämtliche ihrer berühmten Song Books, Liedersammlungen berühmter Komponisten wie Cole Porter, Duke Ellington oder Harold Arlen.
1957 verlagerte er seine Tätigkeiten nach Europa, ließ sich 1960 in der Schweiz nieder und verkaufte 1961 sein Label an MGM. Die Position von Granz nahm Creed Taylor ein. Granz widmete sich nun verstärkt dem Management von Ella Fitzgerald, Oscar Peterson und zum Teil auch Duke Ellington sowie Jazz at the Philharmonic.
1973 gründete er, nachdem die Produktion bei Verve zum Erliegen gekommen war, Pablo Records als neues Label. Insbesondere mit Jamsession-artigen Konzerten seiner Künstler auf dem Montreux Jazz Festival beziehungsweise mit den dort entstandenen Mitschnitten bereitete er die Renaissance von Swing und Bebop vor.
Granz gab wiederholt an, dass er drei Ziele hatte: ohne rassistische Diskriminierung Musik zu produzieren, dem Auditorium gute Produkte zu liefern und damit Geld zu verdienen. Obgleich kein Musiker, leistet er sehr wichtige Beiträge zum modernen Jazz. Norman Granz war der große Mentor des deutschen Konzertveranstalters Fritz Rau.

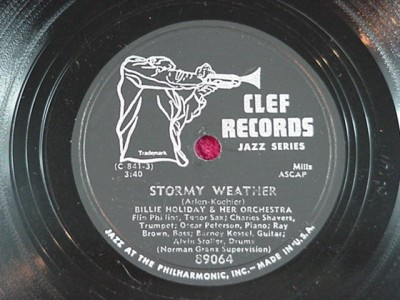
Das von David Stone Martin gestaltete Trompeter-Logo auf einer Clef-78er von Billie Holiday: „Stormy“ / „Tenderly“ (1952)